# Phalacrocorax featherstoni
Phalacrocorax featherstoni (лат.) — вид птиц из семейства баклановых.
Видовое название дано в честь Исаака Физерстона (1813—1876), суперинтенданта провинции Веллингтон в Новой Зеландии в 1871 году.
Вид распространён только на Чатемских островах (Чатем, Питт и др.), относящихся к Новой Зеландии. Популяция оценивалась в 2011—2012 гг. в 434 пары.
Среднего размера баклан с длиной тела 63 см и массой 645–1325 г. Голова, надхвостье, хвост, ноги чёрного цвета. Тёмно-серая спина с маленькими чёрными пятнами на крыльях и спине. Брюхо серое. Есть двойной хохол на голове. Голый участок кожи на лице жёлтого цвета.
Гнездится небольшими колониями от 5 до 20 пар, на скалистых берегах и островках, мысах и скалах. Питается в основном мелкой рыбой и морскими беспозвоночными.